# Zvole (okres Praha-západ)
Zvole je obec v okrese Praha-západ ve Středočeském kraji. Leží asi sedmnáct kilometrů jižně od centra Prahy. Žije zde přibližně 2 000 obyvatel.

## Historie
První písemná zmínka o obci pochází z roku 1310.
Ve vsi Zvole (přísl. Březová, Oleško, 526 obyvatel, četnická stanice, katol. kostel) byly v roce 1932 evidovány tyto živnosti a obchody: elektrotechnický závod, 5 hostinců, hotel, hrnčíř, klempíř, kolář, 2 kováři, krejčí, mlýn, 15 rolníků, 6 obchodů se smíšeným zbožím, spořitelní a záložní spolek ve Zvoli, 4 trafiky, zahradník.

## Obyvatelstvo
| Rok            | 1869 | 1880 | 1890 | 1900 | 1910 | 1921 | 1930 | 1950 | 1961 | 1970 | 1980 | 1991 | 2001 | 2011  | 2021  |
| -------------- | ---- | ---- | ---- | ---- | ---- | ---- | ---- | ---- | ---- | ---- | ---- | ---- | ---- | ----- | ----- |
| Počet obyvatel | 286  | 291  | 297  | 307  | 325  | 315  | 381  | 455  | 455  | 425  | 517  | 553  | 883  | 1 736 | 1 990 |
| Počet domů     | 37   | 38   | 40   | 46   | 50   | 53   | 83   | 223  | 131  | 129  | 146  | 171  | 364  | 583   | 659   |

## Obecní správa

### Územněsprávní začlenění
Dějiny územněsprávního začleňování zahrnují období od roku 1850 do současnosti. V chronologickém přehledu je uvedena územně administrativní příslušnost obce v roce, kdy ke změně došlo:
- 1850 země česká, kraj Praha, politický okres Jílové, soudní okres Jílové[7]
- 1855 země česká, kraj Praha, soudní okres Jílové
- 1868 země česká, politický okres Karlín, soudní okres Jílové
- 1884 země česká, politický okres Královské Vinohrady, soudní okres Jílové[8]
- 1921 země česká, politický okres Královské Vinohrady expozitura Jílové, soudní okres Jílové[9]
- 1925 země česká, politický i soudní okres Jílové[10]
- 1939 země česká, Oberlandrat Praha, politický i soudní okres Jílové[11]
- 1942 země česká, Oberlandrat Praha, politický okres Praha-venkov-jih, soudní okres Jílové[12]
- 1945 země česká, správní i soudní okres Jílové[13]
- 1949 Pražský kraj, okres Praha-východ[14]
- 1960 Středočeský kraj, okres Praha-západ
- 2003 Středočeský kraj, obec s rozšířenou působností Černošice

### Části obce
Obec Zvole se skládá ze dvou částí, které leží v katastrálním území Zvole u Prahy:
- Zvole (ZSJ Zvole a Nová Zvole)
- Černíky

V letech 1850–1920 k obci patřil i Ohrobec.

### Obecní symboly
Znak a vlajka byly obci uděleny rozhodnutím předsedy Poslanecké sněmovny Parlamentu České republiky dne 17. dubna 2009.

## Doprava

### Dopravní síť
Pozemní komunikace – Do obce vedou krajské silnice III. třídy
- 10115 Praha-Točná – Dolní Břežany – Zvole – Březová-Oleško,
- 1042 Zvole – Okrouhlo – Jílové u Prahy,
- 1043 Praha-Zbraslav – Vrané nad Vltavou – Zvole.

Železnice – Katastrem obce prochází železniční trať 210 v oblasti pod Zvolskou Homolí, kde se nachází i Jarovský tunel. Železniční stanice ani zastávky na území obce nejsou.

### Veřejná doprava
Autobusová doprava – Obec obsluhují dvě příměstské linky PID. Páteřní linka 333 v trase Praha-Kačerov – Dolní Břežany – Zvole – Březová-Oleško a místní linka 445, zajišťující spojení odlehlých oblastí s páteřní linkou a železnicí, v trase Březová-Oleško – Vrané nad Vltavou – Zvole – Okrouhlo – Jílové u Prahy. Páteřní linka 333 navazuje v Dolních Břežanech na linky 331 směr Praha-Opatov a 341 směr Praha-Modřany.
Železniční doprava – Autobusová linka 445 zajišťuje spojení k železniční stanici ve Vraném nad Vltavou. Autobus navazuje na železniční linky PID S8 a S88 ve směru Praha-hlavní nádraží, které nabízejí rychlou alternativu do oblasti Modřan, Braníka a levobřežních částí Prahy.

## Vybavenost obce
Ve staré části Zvole se nachází obecní úřad, knihovna, lékařská ordinace, obchod s potravinami, dvě mateřské školy (obecní a soukromá), železářství a lakýrnictví, hospoda, kostel sv. Markéty, základní škola (1.–5. třída), sdružení dobrovolných hasičů, cukrárna, pošta, dva rybníky, tři autobusové zastávky (Zvole, Zvole, škola a Zvole, K Jarovu) a nábytkářská firma Intebo.
Na cestě mezi starou a novou částí Zvole se nachází hřbitov, v jehož blízkosti je autobusová zastávka Zvole, Jílovská. V části Nová Zvole je pouze rezidenční zástavba a autobusová zastávka Zvole, Nová Zvole. Část Černíky je čtvrť původně rekreační (osada Černíky) s postupně narůstajícím podílem rezidenčního bydlení. Nachází se zde malý obchod s potravinami a autobusová zastávka Zvole, Černíky.

## Sport
Ve Zvoli existuje sportovní sdružení SK Zvole sdružující několik sportovních oddílů: OB Zvole (orientační běh), šachový klub Medvědi Zvole a Wu-Shu. Dále je zde oddíl stolního tenisu a turistický oddíl Dráčata. Ve staré Zvoli se nachází fotbalové hřiště, na kterém své zápasy hraje fotbalový klub TJ Sokol Zvole. "A" mužstvo hraje krajskou 1.B třídu.

## Pamětihodnosti
- Kostel svaté Markéty
- Hradiště Na Homoli je archeologická lokalita severozápadně od vesnice. Osídlena byla už v pravěku a ve středověku na ní byl postaven hrad.[17][18]
- Zaniklá ves Hřibov, archeologické naleziště

## Fotogalerie

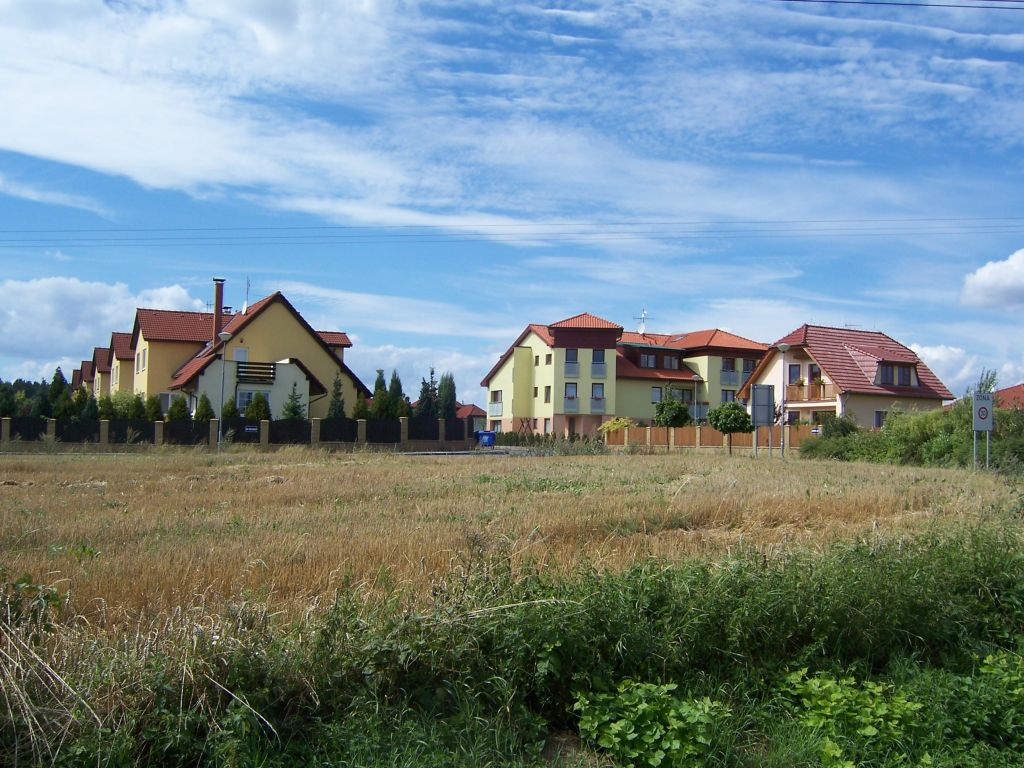
Nová Zvole jižně od starší zástavby
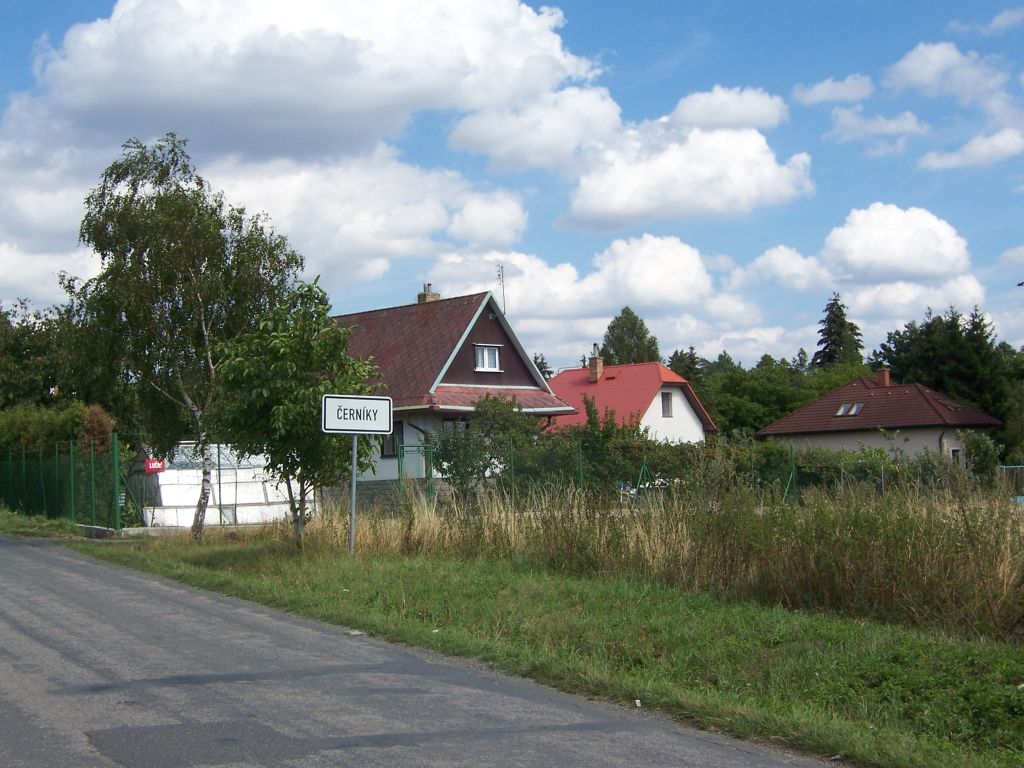
Vesnice Černíky, část obce Zvole